# 다마기쿠
다마기쿠(일본어: 玉菊, 1702년 - 교호 11년 (1726년) 3월 29일)는 에도 시대, 에도 신요시와라의 유녀이자 다유이다.
가도마치 나카만지 간베에의 가카에 (기간 한정 기생)로, 다도, 꽃꽂이, 하이카이, 고토곡 등 제예에 통하며 재색 겸비, 특히 가토부시의 삼미선과 켄의 묘수였다. 나카노마치를 지날 때에는 쇼기를 칠 때마다, 가무로에게 기댄 채, 100필, 200필이라는 목록을 두고 갔다. 엄청난 술고래였기 때문에 젊은 나이에 세상을 떠났다.
교호 11년 7월, 우란본에 요시와라의 찻집은 처마마다 등롱을 걸고, 다마기쿠의 영혼을 모셨다. 이것이 다마기쿠 등롱으로, 요시와라 3경용의 하나가 되었다. 교호 13년 7월, 3주기에 2대 마스미 란슈가 "水調子"라는 가토부시를 맞아, 타마기쿠 추선공양을 올렸는데, 나카만지에서 이 곡을 연주하면 다마기쿠의 영혼이 나타난다고 전해진다.
가부키나 코단으로도 각색되었다.